# Масіх Сайгані
Масіх Сайгані (Дарі: مسیح سیغانی / нім. Masih Saighani; нар. 22 вересня 1986, Кабул, Афганістан) — афганський та німецький футболіст, опорний півзахисник та центральний захисник фрайбурзького «Тюрк Гюджу» та національної збірної Афганістану.

## Ранні роки
Сайгані народився 22 вересня 1986 року в столиці Афганістану Кабулі, молодший із чотирьох синів лікаря Хаміда Сайгані та його дружини й адвоката Фрешти. Етнічна приналежність — хазареєць, походить з округу Сайган у провінції Баміан. У віці двох років він разом із родиною втік з Афганістану, сім'я попросила політичного притулку у Франкфурті-на-Майні. Зрештою транзитом через Швальбах та Карлсруе, родина переїхала до Марбурга.

## Клубна кар'єра

### Німецькі клуби
Розпочав кар'єру у віці 15 років у «Нойдервеймарі», а згодом перебрався до структури «Марбурга». 21 травня 2005 року 18-річний Масіх дебютував за першу команду клубу в нічийному (0:0) поєдинку Оберліги Гессен проти «Баунаталя». Першим голом у дорослій кар'єрі відзначився в програному (2:3) поєдинку останнього туру проти «Вальдгірмса».
Після вильоту Марбурга до нижчого дивізіону перейшов у «Вальдгірмс». Однак він не зміг зарекомендувати себе як гравець основи під керівництвом тренера Торстена Кріка; зіграв 13 матчів за команду. Тому він залишив клуб лише через один сезон і приєднався до «Боннера», який грав в Оберлізі Північний Рейн. Виходив на поле в перших 5-ти матчах чемпіонату, але з 6-го туру більше не виходив на поле в Оберлізі. Під час зимової перерви сезону 2006/07 років повернувся «Вальдгірмс», де зміг стати гравцем основи та використовувався у всіх 13 матчах у другій половині сезону.
Але хоча на початку наступного сезону він зміг зберегти своє постійне місце, повернувся до свого рідного клубу «Марбурга», який грав у Ландеслізі Гессен. Через два роки, як чемпіони, вони були переведені з ліги, яка була перейменована в Лігу асоціацій Гессена, до Ліги Гессена. Два роки по тому став чемпіоном Ландесліги Гессена та здобув путівку до Вербандслігу Гессен. Сайгані залишався стабільним гравцем під час свого перебування в Марбурзі.
Тим не менш, він перейшов до «Айнтрахта» (Вецлар), де відразу став гравцем основного складу, зіграв усі 34 матчі сезону і відзначився 5-ма голами. Але знову покинув клуб та приєднався до команди ліги «Шпортфройнде» (Зіген). Спочатку був гравцем основного складу, опорний півзахисник отримав травму в 5-му турі, а потім втратив постійне місце й провів лише чотири неповні матчі перед зимовою перервою. У другій половині сезону  зіграв 1 матч, після чого на футбольне поле не виходив.
У сезоні 2012/13 втретє перейшов до «Вальдгірмс», де знову став гравцем основи; він зміг забити шість м'ячів та віддав вісім результативних передач і пропустив лише 8 матчів через отримані дві червоні картки. Наприкінці сезону «Вальдгірмс» посів 14-те місце та уникнув пониження в класі.
Потім Сайгані змінив клуб вчетверте за чотири сезони та приєднався до клубу «Штайнбах». З клубом Сайгані виграв Вербандслігу, а в наступному сезоні, як чемпіон Гессенліги, перейшов до Регіоналліги Південний-Захід. Знову став гравцем основного складу, а в 25 матчах Гессенліги відзначився 9-ма голами у цьому сезоні. Своїми виступами на клубному рівні потрапи у поле зору головного тренера національної збірної Афганістану Славена Скеледжича та його наступника Петара Шеґрта. Через виступи за національну команду ротягом наступних років майже не грав за свій клуб. У підсумку Штайнбах та півзахисник 1 січня 2016 року розірвали контракт за згодою сторін.
На початку лютого 2016 року перейшов в «Айнтрахт» (Штадталлендорф). Після восьми зіграних матчів у другій половині сезону залишив клуб і перейшов до «Едербергланда». Під час зимової перерви залишив команду й наприкінці січня 2017 року перейшов до «Тюрк Гюджу» (Фрайбург). 

### «Аїджал»
26 серпня 2017 року переможець І-Ліги «Аїджал» з Сайгані контракт на один сезон. У футболці «Аїджалу» дебютував у Прем'єр-лізі Мізорама в поєдинку проти «Мізорам Поліс». В І-Лізі дебютував у нічийному (2:2) поєдинку проти «Іст Бенгал». У наступній грі проти «Черчілл Бразерс», визнаний найкращим гравцем матчу за надійну гру в обороні та дії після, завдяки чому «Аїджал» здобув перемогу (1:0).
У континентальних турнірах дебютував за Аїджал» дебютував у поєдинку кваліфікації Ліги чемпіонів АФК проти «Зоб Ахана». Переможець I-Ліги зазнав поразки з рахунком 1:3, але гра Масіха та його клубу високо оцінена критиками. Відкрив лік своїм забитим м'ячам в І-Лізі в нічийному (2:2) поєдинку проти «Індіан Ерроуз».
У своєму дебютному сезоні в індійському футболі «Аїджал» посів друге місце в Прем'єр-лізі Мізорама, 5-те місцев I-лізі та взяв участь у чвертьфіналі Суперкубку. 

### Подальші виступи в Азії
У сезоні 2018/19 років захищав кольори «Абахані Лімітед» (Дакка) з Бангладеш, а з літа 2019 року перебував на контракті у клубу першого дивізіону Індії «Ченнаїн». На початку липня 2018 року залишив клуб вільним агентом та став гравцем бангладеського клубу «Абахані Лімітед». З серпня 2019 по початок вересня 2020 року грав за індійський «Ченнаїн». З вересня по грудень 2020 року залишався без клубу, після чого повернувся в «Абахані Лімітед». З вересня 2021 по кінець січня 2022 року перебував у заявці «Реал Кашміра».

### Повернення до Німеччини
21 січня 2022 року знову став гравцем «Тюрк Гюджу» (Фрайбург).

## Кар'єра в збірній
У футболці національної збірної Афганістану дебютував 3 вересня 2015 року в переможному (2:0) виїзому поєдинку проти Таїланду, в якому також відзначивсяще й першим голом за національну команду. Отримав викликна Чемпіонат федерації футболу Південної Азії 2015 в Індії. Відзначився голами у першому груповому матчі проти Бангладешу (4:0) та в другому проти Бутану (3:0). У підсумку вони дійшли до фіналу, де Афганістан з рахунком 1:2 поступився Індії.

## Статистика виступів

### Клубна
| Сезон                              | Команда                            | Чемпіонат                          | Чемпіонат | Чемпіонат | Нац. кубок | Нац. кубок | Нац. кубок | Конт. кубок | Конт. кубок | Конт. кубок | Інші кубку | Інші кубку | Інші кубку | Загалом | Загалом |
| Сезон                              | Команда                            | Змаг.                              | Матчі     | Голи      | Змаг.      | Матчі      | Голи       | Змаг.       | Матчі       | Голи        | Змаг.      | Матчі      | Голи       | Матчі   | Голи    |
| ---------------------------------- | ---------------------------------- | ---------------------------------- | --------- | --------- | ---------- | ---------- | ---------- | ----------- | ----------- | ----------- | ---------- | ---------- | ---------- | ------- | ------- |
| чер.-гр.2016                       | «Едербергланд»                     | ГЛ                                 | 12        | 0         | КГ         | 2          | 0          |             | -           | -           |            | -          | -          | 14      | 0       |
| січ.-чер.2017                      | «Тюрк Гюджу» (Фрайбург)            | ГП                                 | 4         | 1         | КГ         | -          | -          |             | -           | -           |            | -          | -          | 4       | 1       |
| 2017-2018                          | «Аїджал»                           | ІЛ                                 | 14        | 1         | СК         | 2          | 0          | Кубок АФК   | 6           | 0           |            | -          | -          | 22      | 1       |
| 2018-2019                          | «Абахані Лімітед»                  | ПЛ                                 | 12        | 2         | -          | -          | -          | Кубок АФК   | 6           | 3           |            | -          | -          | 18      | 5       |
| 2019-2020                          | «Ченнаїн»                          | ІСЛ                                | 11        | 1         | СК         | 0          | 0          |             | -           | -           |            | -          | -          | 11      | 1       |
| 2020-2021                          | «Абахані Лімітед»                  | ПЛ                                 | 22        | 4         | КБ         | 4          | 2          | Кубок АФК   | -           | -           |            | -          | -          | 26      | 6       |
| Загалом за «Абахані Лімітед»       | Загалом за «Абахані Лімітед»       | Загалом за «Абахані Лімітед»       | 34        | 6         |            | 4          | 2          |             | 6           | 3           |            | -          | -          | 44      | 11      |
| 2021-січ.2022                      | «Реал Кашмір»                      | ІЛ                                 | 1         | 0         | СК         | -          | -          | -           | -           | -           | -          | -          | -          | 1       | 0       |
| січ.-чер.2022                      | «Тюрк Гюджу» (Фрайбург)            | Г                                  | 0         | 0         | КГ         | 0          | 0          | -           | -           | -           | -          | -          | -          | 0       | 0       |
| Загалом за «Тюрк Гюджу» (Фрайбург) | Загалом за «Тюрк Гюджу» (Фрайбург) | Загалом за «Тюрк Гюджу» (Фрайбург) | 4         | 1         |            | 0          | 0          |             | -           | -           |            | -          | -          | 4       | 1       |
| Усього за кар'єру                  | Усього за кар'єру                  | Усього за кар'єру                  | 76        | 9         |            | 8          | 2          |             | 12          | 3           |            | -          | -          | 96      | 14      |

### У збірній
| Дата       | Місто    | Господарі   | Результат  | Гості      | Турнір                              | Голи | Примітки |
| ---------- | -------- | ----------- | ---------- | ---------- | ----------------------------------- | ---- | -------- |
| 3-9-2015   | Бангкок  | Таїланд     | 2 – 0      | Афганістан | товариський матч                    | -    | 46'      |
| 24-12-2015 | Керала   | Афганістан  | 4 – 0      | Бангладеш  | SAFF Championship 2015 - 1º turno   | 1    |          |
| 26-12-2015 | Керала   | Бутан       | 0 – 3      | Афганістан | SAFF Championship 2015 - 1º turno   | 1    | 59'      |
| 31-12-2015 | Керала   | Афганістан  | 5 – 0      | Шрі-Ланка  | SAFF Championship 2015 - Semifinale | -    |          |
| 3-1-2016   | Керала   | Індія       | 2 – 1 д.ч. | Афганістан | SAFF Championship 2015 - Finale     | -    |          |
| 24-3-2016  | Сайтама  | Японія      | 5 – 0      | Афганістан | Відбір до ЧС 2018                   | -    |          |
| 26-3-2016  | Тегеран  | Афганістан  | 2 – 1      | Сінгапур   | Відбір до ЧС 2018                   | -    |          |
| 5-9-2016   | Бейрут   | Ліван       | 2 – 0      | Афганістан | товариський матч                    | -    |          |
| 11-10-2016 | Шах-Алам | Малайзія    | 1 – 1      | Афганістан | товариський матч                    | -    | 87'      |
| 13-11-2016 | Душанбе  | Таджикистан | 1 – 0      | Афганістан | товариський матч                    | -    | 35'      |
| 30-8-2017  | Маскат   | Оман        | 2 – 0      | Афганістан | товариський матч                    | -    | 64'      |
| 5-9-2017   | Амман    | Йорданія    | 4 – 1      | Афганістан | Відбір до Кубка Азії 2019           | -    |          |
| 15-6-2021  | Доха     | Індія       | 1 – 1      | Афганістан | Відбір до ЧС 2022                   | -    |          |
| Усього     |          | Матчів      | 13         |            | Голів                               | 2    |          |

## Досягнення
у збірній
- Чемпіонат федерації футболу Південної Азії
  -  Срібний призер (1): 2015

«Марбург»
- Вербандсліга Гессен
  -  Чемпіон (1): 2008

«Штайнбах»
- Вербандсліга Гессен
  -  Чемпіон (1): 2014

- Регіоналліга Південний-Захід
  -  Чемпіон (1): 2015